# Gameya
Gameya ist ein in Ägypten und teilweise im Sudan übliches, privat organisiertes Kreditsystem und eine Form von ROSCA.

## Vorkommen
Entstanden ist es Anfang des 20. Jahrhunderts und diente den Frauen in ländlichen Gebieten zunächst nur dem Kauf von Gold zur Hochzeit der Töchter. Da diese Frauen meistens keiner regelmäßigen Arbeit nachgehen und somit auch kein regelmäßiges Einkommen haben, würde ihnen jede Bank einen Kredit verweigern.

## Form
Wer einen Kredit benötigt, organisiert im Freundes- und Bekanntenkreis eine Gameya. Er sucht sich zehn Personen, die zum Beispiel zehn Monate lang jeweils 100 Pfund einzahlen. In der Regel sind diese Personen gute Bekannte, die man schon sehr lange kennt. Das mindert das Risiko eines Ausfalls. Jeden Monat kommen so 1000 Pfund zusammen, die jeweils einer der Beteiligten sofort erhält. Der Initiator erhält die erste Zahlung, dann folgen die anderen in monatlichen Abständen in einer vorher festgelegten Reihenfolge. Je später jemand sein Geld erhält, desto eher bekommt er es bei einer nachfolgenden Gameya. Zinsen gibt es dabei nicht. Der Nutzen besteht für den Initiator in der schnellen Geldbeschaffung und für die anderen Beteiligten, die ja ihr Geld im Laufe der Zeit zurückerhalten, im Zwang zum regelmäßigen Sparen.